# Joan Falgarona Canadell
Joan Falgarona (Figueres, 16 de setembre de 1924 — Figueres, 2012) va ser un sabater i trompetista català. Va aprendre les primeres lliçons musicals de part del seu pare i l'any 1942 el va fer anar a Barcelona per estudiar trompeta amb el seu mestre Amadeu Rovira González i harmonia amb Joaquín Zamacois.

## Iniciació
Com a trompetista, va formar part de diverses agrupacions orquestrals locals, com l'Orquestra Mendoza de Figueres, a La Principal de la Bisbal i Els Montgrins.
Va donar-se a conèixer com trompetista l'any 1945 amb la seva participació al servei militar al Regiment Jaume Primer de Barcelona, on va aconseguir distincions com soldat i músic. En aquella època treballava al Cabaret Rio amb l'orquestra Ramon Evaristo. En acabar el servei militar va participar en l'orquestra Lluís Rovira (1947), on va actuar a Madrid, Portugal, Suïsa, Barcelona, Itàlia i Egipte. Ho va combinar amb diverses gravacions de discs i classes de trompeta. L'any 1952 va entrar en l'orquestra Isi Fabra, per actuar a l'Ambassador Hotel de Bhamdoum, al Líban, i el mateix any al Casino Abdullah de Bagdad fins 1953. Va tornar a Barcelona i va entrar a l'orquestra Oliva als Jardins Casablanca. L'any 1954 va formar part de l'orquestra de Lorenzo González, a La Masia de Barcelona i a l'orquestra Gadea al Cabaret Emporium.

## Retirament temporal de la música
Amb la mort del seu pare l'any 1954 va canviar la seva vida. Va instal·lar-se a Figueres l'any 1955 amb Pilar Cortada Teixidor, la seva esposa i els seus dos fills. Posteriorment va tenir dues filles més. Va deixar la música per dedicar-se al comerç de calçat, treballant en la botiga del seu difunt pare. L'any 1963 va canviar el nom de la sabateria de Can Canadell per Falgarona.

## Tornada a la música
Amb el pas del temps es va reincorporar en la música per la Coral Gaudeamus l'any 1987 com a cantant dins els baixos. Posteriorment va realitzar arranjaments per la mateixa coral. Va interessar-se per la poesia per musicalitzar-la i va participar en els Jocs Florals. Va guanyar el Premi de la Música i Poesia Araceli i Modest Sabater i La Ginesta d'Or de Perpinyà.

## Vida política
Va formar part d'un partit polític local a Figueres anomenat Fòrum Cívic. Pretenia aconseguir una major participació ciutadana en la política municipal. Van obtenir 3 regidors l'any 1995 amb 2036 vots (13,6%).

## Obra
Només es conserven dues gravacions, un vals i un bolero anomenat "Entre las flores". Es poden trobar a la Biblioteca Nacional de España.